# Орден Военного флага
Орден Военного флага (сербохорв. Орден ратне заставе / Orden ratne zastave, макед. Орден на военото знаме, словен. Red vojne zastave) — награда Социалистической Федеративной Республики Югославии, седьмая по важности.

## Учреждение
Орден Военного флага учреждён Президиумом Народной скупщины ФНРЮ 29 декабря 1951 года. Орден присуждался военные заслуги, а именно «военачальникам, которые в ходе войны показали личную храбрость, самопожертвование и талант в командовании, как и за важную роль в создании, укреплении и подготовке вооружённых сил СФРЮ».
Для создания эскиза Ордена был проведён конкурс. Победителем конкурса стал архитектор Григорий Самойлов из Белграда: результаты конкурса были объявлены в газете «Политика» 27 августа 1953 года. До 1984 года всего было награждено этим орденом 209 человек (из них 4 гражданина СССР, один из них — Белобородов, Афанасий Павлантьевич). После распада СФРЮ награда была исключена из реестра наград Союзной Республики Югославии, но вернулась туда 4 декабря 1998 года.

## Внешний вид
Был объявлен общественный конкурс на создание внешнего вида Ордена Военного флага, результаты конкурса объявили в газете «Политика» 27 августа 1953 года (победителем признан архитектор из Белграда Григорий Самойлов).
Орден представлял собой нагрудную звезду диаметром 75 мм в поперечнике, украшенную серебром, золотом, бриллиантам и рубинами. В центре ордена располагался солдат со шлемом и винтовкой, а за его спиной развевался флаг СФРЮ. Вокруг изображения на ордене был белый круг, на котором было кириллицей и латиницей написано «За свободу и независимость социалистической родины» (серб. за слободу и независност - socijalističke domovine).
С 1998 года на ордене изображался только флаг Союзной Республики Югославии, а надпись изменилась на кириллическую «За свободу и независимость отечества» (серб. за слободу и независност отаџбине).